# Tableau Ferraille
 (juillet 2022).
Pour plus de détails, voir Fiche technique et Distribution.
Tableau Ferraille est un long métrage écrit et réalisé par Moussa Sène Absa, en 1997 au Sénégal. 

## Synopsis
Tableau Ferraille raconte l’ascension et la chute d’un jeune homme, Daam. Le film s’ouvre sur le décor de « Tableau Ferraille », bidonville en bord de mer situé à Mbao, près de Dakar, un lieu symbolique où la pauvreté et les inégalités cohabitent avec les rêves d’ascension.
Daam, jeune diplômé charismatique et ambitieux, est animé par le désir sincère de contribuer au développement de son pays. Marié à Gagnesiri, il semble promis à un avenir brillant. Grâce à son éducation et à sa détermination, il réussit à se faire remarquer dans le monde politique et gravit rapidement les échelons, devenant une figure montante dans la sphère gouvernementale. Mais cette ascension fulgurante s’accompagne de compromis : Daam, pour se maintenir dans les cercles du pouvoir, se laisse entraîner dans les pratiques clientélistes, la corruption et les jeux d’alliances.
La pression sociale que subissent Gagnesiri et Daam lorsque celle-ci se voit incapable d’enfanter pousse Daam à convoiter et épouser une deuxième femme, Kiné, une femme moderne, et instruite. 
Daam arrive d'abord à être député, puis ministre. Son nouveau titre fait qu'il est très convoité par des personnes aux intentions et intérêts différents. Sa carrière politique est réduite à néant à cause d'un complot dont l'objet est de s'accaparer un marché de travaux publics.
Il finit par quitter son village natal, à contre cœur, avec sa première femme, alors que la deuxième sombre dans la prostitution après la faillite de son mari.  

## Personnages
- Daam : Jeune diplômé ambitieux, originaire du bidonville de Tableau Ferraille. Son intelligence et son charisme lui ouvrent les portes de la politique nationale. Idéaliste au départ, il s'enlise progressivement dans les compromis, la corruption et les alliances clientèles.
- Gagnesiri :  Première épouse de Daam, femme originaire de Tableau Ferraille, milieu traditionnel. Elle accepte que son mari courtise et épouse Kiné lorsqu'elle est confrontée à son incapacité de faire des enfants. Elle reste à ses côtés jusqu'à la fin.
- Kiné : Deuxième épouse de Daam, moderne, instruite et indépendante. Elle soutient son mari dans ses ambitions, mais n'hésite pas à le trahir en s'alliant avec ses rivaux. Elle finit par se prostituer pour nourrir ses enfants lorsque la carrière de Daam chute.
- Les habitants de Tableau Ferraille : Figures collectives du bidonville, témoins de l'ascension de Daam.

## Fiche Technique
- Titre : Tableau Ferraille[2]
- Genre : Fiction
- Pays d'origine :  Sénégal
- Durée : 92 minutes
- Dates de sortie : 1996
- Réalisation : Moussa Sène Absa
- Scénario : Moussa Sène Absa
- Directeur de la photographie : Chatry Bertrand
- Langue : Wolof, sous-titré en français
- Support : 35 mm, Betacam SP, VHS
- Montage : Pascale Chavance
- Musique originale : Madou Diabaté (Compositeur), Moussa Sène Absa (Auteur)
- Styliste : Mame Fagueye Ba
- Décorateurs : Moustapha Ndiaye "Picasso", Bouna Médoune Seye

## Distribution
- Ismael Lo : Daam[3]
- Thierno Ndiaye Doss : Président
- Ndeye Fatou Ndaw : Gagnesiri
- Isseu Niang : Anta
- Ndeye Bineta Diop : Kiné
- Seynabou Céline Sarr : Ndoumbé
- Amadou Diop : Gora
- Akéla Sagna : Ndiaye Civilisé

## Production
Le film a vu le jour grâce à une coproduction.
- MSA Production - Sénégal
- ADR Productions - France
- ARTE France Cinéma - France
- La Sept Cinéma
- Kus Production
- Canal Horizons

Tableau Ferraille est aussi soutenu par le Fonds Francophone (ACCT, actuelle OIF)

## Distribution
- Pyramide International - France
- Paris Ouagadoudou Montréal Films (POM Films) - France
- MSA Productions - Sénégal

## Prix
Le film obtient plusieurs prix en 1997.

### Festival International du film francophone de Namur en Belgique
- Meilleur film francophone : Moussa Sène absa
- Prix de l'ACCT "meilleure comédienne du Sud" (pour Seynabou Céline Sarr)

### FESPACO (Festival Panafricain du Cinéma et de la Télévision de Ouagadougou)
- Prix de la Meilleure Image
- Prix Telcipro

## Sélections aux festivals

### 1997
- Festival de Rotterdam (Pays-Bas)[2]
- Festival de Milan (Italie)
- Festival de Black Movie Genève (Suisse)